# Filmstjerne
 Der er for få eller ingen kildehenvisninger i denne artikel, hvilket er et problem. Du kan hjælpe ved at angive troværdige kilder til de påstande, som fremføres i artiklen.

En filmstjerne er en person, der er kendt for sin rolle i en film, eller som producer. Betegnelsen gælder også for en skuespiller eller skuespillerinde, der er anerkendt for sin medvirken i en reklame, og hvis navn anvendes til at fremme en film i trailere og på plakater. De mest kendte, fremtrædende eller succesfulde skuespillere kaldes også for "superstjerner" af bl.a. forfattere og journalister. En filmstjerne er en, der er involveret i underholdningsbranchen.

## Musik Hallers historie
Før fremkomsten af film, var ordet "stjerne", allerede i brug i Music Halls miljøet, på det tidspunkt den mest populære form for underholdning. "Star" allerede betød meget det samme, som det kom til at betyde i forbindelse med filmene – altså entertainere som var velkendte og meget populære, og som derfor blev betalt bedre end andre kunstnere. Udtrykket "Star" blev for eksempel brugt i  løbet af 1907 ved strejken i Storbritannien, som kom til at blive kendt som "The Music Hall War", hvor stjerner blev rost for at stå ved deres mindre udbetalt stipendiater og aktivt at deltage i strejken (se Musik hallen # 'Music Hall War' af 1907).

## USA
I stumfilmenes tidlige dage, blev navnene på de skuespillere og skuespillerinder der optrådte i film ikke offentliggjort eller krediteret, fordi producenterne frygtede, at dette ville resultere i krav om højere lønninger. [1] Men publikums nysgerrighed undergravede hurtigt denne politik. I 1909 blev skuespillerinder som Firenze Lawrence og Mary Pickford allerede bredt anerkendt, selv om offentligheden ikke kendte deres navne. Lawrence blev omtalt som "Biograph Girl", fordi hun arbejdede for DW Griffiths Biograph Studios, mens Pickford blev kaldt "Little Mary." I 1910 skiftede Lawrence til det uafhængige Moving Pictures Company, hvor hun begyndte at bruge sit eget navn og blev dermed hyldet som "Amerikas førende i levende billeder" i IMP litteraturen [1]. Pickford begyndte også at lade sig kende under sit eget navn i 1911.
IMP fremmede deres "billede personligheder", herunder Firenze Lawrence og King Baggot ved at give dem fakturerings / kreditter og et telt. Ved at kendte medvirkede i reklamer, førte det til frigivelsen af historier om disse personligheder til aviser og fanblade som led i en strategi om at bygge "mærkeloyalitet" for deres virksomheds skuespillere og film. I 1920'erne, havde Hollywood-filmselskabernes initiativtagere udviklet en "massiv industrivirksomhed".

## Eksterne links
- 1943 gathering of MGM stars Arkiveret 14. juli 2011 hos  Wayback Machine
- Silver Screen Shadows site dedicated to stars from the silent and golden era Arkiveret 21. august 2011 hos  Wayback Machine